# NGC 4661
NGC 4661 је елиптична галаксија у сазвежђу Кентаур која се налази на NGC листи објеката дубоког неба.
Деклинација објекта је - 40° 49' 28" а ректасцензија 12h 45m 14,9s. Привидна величина (магнитуда) објекта NGC 4661 износи 13,5 а фотографска магнитуда 14,5. Налази се на удаљености од 41,288 милиона парсека од Сунца. NGC 4661 је још познат и под ознакама NGC 4650B, ESO 322-72, MCG -7-26-40, DCL 183, PGC 42983.